# Waterland - Memorie d'amore
Waterland - Memorie d'amore (Waterland) è un film del 1992 diretto da Stephen Gyllenhaal.

## Trama
Waterland è la regione paludosa del Fens in cui Tom Crick ha trascorso la giovinezza nel periodo delle due guerre. Ricordi di cui Tom, divenuto professore liceale, si servirà per catturare l'attenzione dei propri studenti sedicenni di Pittsburgh: incesti e triangoli, suicidi e aborti, c'è di tutto per inchiodarli ai banchi, parlandone col sorriso sulle labbra. Genitori e preside non sembrano d'accordo; Tom perderà l'impiego, ma conquisterà l'intera classe.

## Produzione
È basato sul romanzo Il paese dell'acqua di Graham Swift, del 1983. Il cast del film comprende nomi quali Jeremy Irons, Ethan Hawke, Sinéad Cusack e John Heard. Il personaggio principale del film è un insegnante di scuola superiore che racconta alla classe d'essere cresciuto nelle paludi inglesi a est della Gran Bretagna. Le sue storie riguardano tutti gli eventi che hanno definito l'uomo che è adesso. Il film ha ambientato la storia nell'attuale Pittsburgh, e ha eliminato molti riferimenti storici originali.